# Johannes Glückert
Johannes Glückert (* 1. Februar 1868 in Mainz; † nach 1918) war ein deutscher Landschaftsmaler der Düsseldorfer Schule.

## Leben

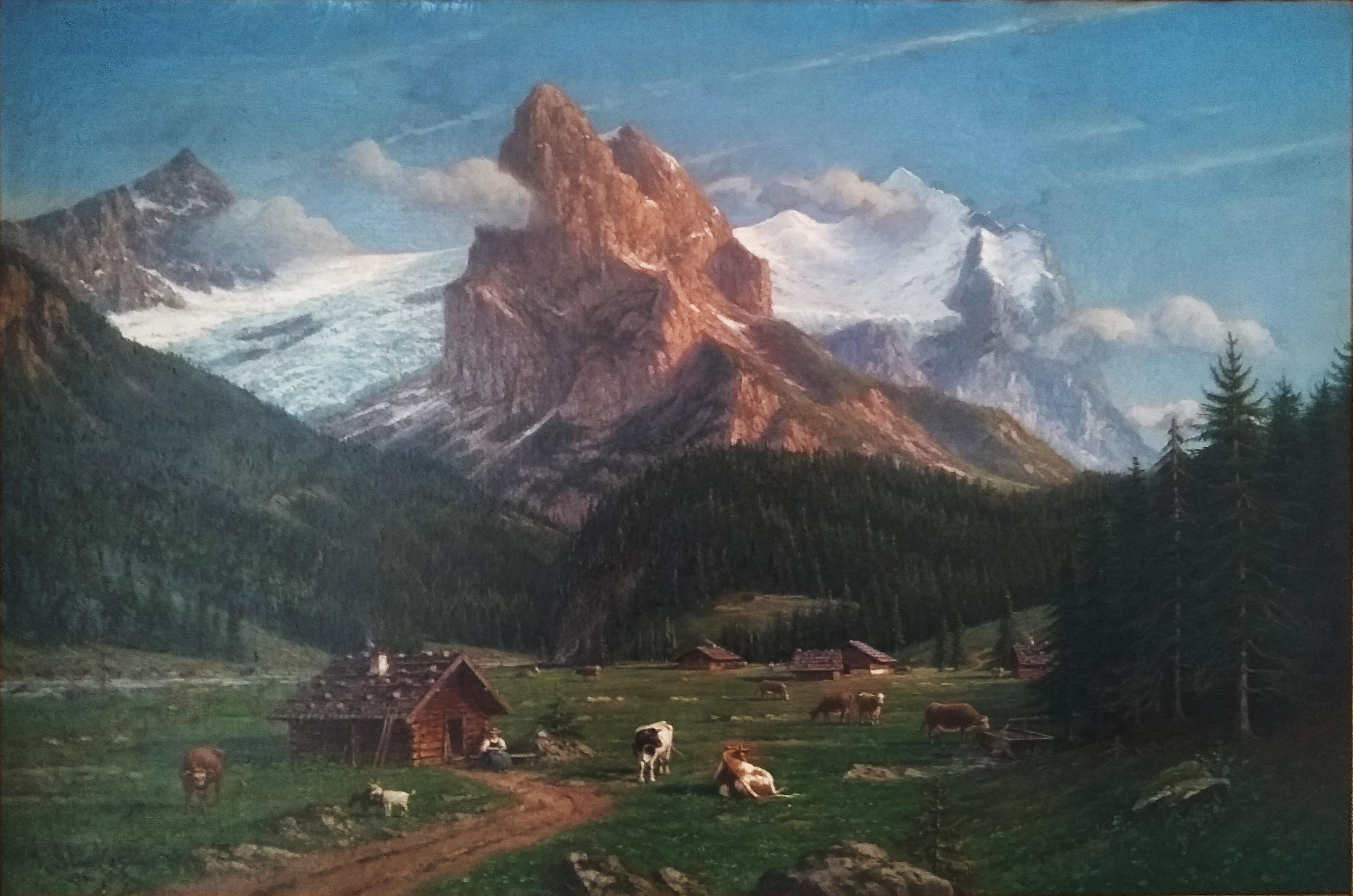
Ansicht des Rosenlauigletschers, 1913

Glückert erhielt eine künstlerische Ausbildung an der Großherzoglichen Kunstschule in Karlsruhe. Danach war er als Landschaftsmaler in Düsseldorf und Eppstein tätig. Sein Œuvre zeigt hauptsächlich Landschaften aus Mittel- und Süddeutschland, insbesondere aus dem Taunus, der Eifel und dem Schwarzwald, von Mosel, Rhein und Bodensee. Die Titel seiner Bilder lassen darauf schließen, dass er außerdem Reisen in die Schweizer und französischen Alpen sowie in die Niederlande unternahm.